# Reforma Democrática
Reforma Democrática (RD) fue una efímera asociación política (protopartido) española de ideología conservadora. Fue fundada en 1976 por diversas personalidades provenientes del ala moderada y tecnócrata del franquismo, y participó en el proceso de constitución de Alianza Popular, disolviéndose al año siguiente (1977).

## Antecedentes
Al amparo de la Ley de Asociaciones Políticas aprobadas por las Cortes franquistas en 1974, que autorizaba por primera vez la creación de estructuras de participación política (las asociaciones políticas) que fueran fieles a los principios del Movimiento Nacional, diferentes sectores moderados del régimen se organizaron bajo el liderazgo de Manuel Fraga Iribarne, en orden a constituir una formación política de carácter conservador orientada hacia la reforma limitada del sistema franquista.
Para ese fin, se constituyó en Madrid la sociedad anónima Gabinete de Orientación y Documentación (Godsa), cuya actividad se concretó, entre otras iniciativas, en la elaboración del Libro Blanco para la Reforma Democrática y el Llamamiento para una Reforma Democrática. Ambos documentos constituyeron la base de la asociación política Reforma Democrática, inscrita en el Registro de Asociaciones Políticas del Ministerio del Interior en octubre de 1976.

## Reforma Democrática y Alianza Popular
El 29 de diciembre de ese mismo año (1976) se celebró el I Congreso Nacional de Reforma Democrática, en el que se aprobó la integración de RD en Alianza Popular y que eligió el Comité Ejecutivo Nacional, siendo elegido presidente Manuel Fraga Iribarne y secretario general Carlos Argos García. El Comité Ejecutivo Nacional quedó compuesto así:
| Cargo                | Titular |
| -------------------- | --- |
| Presidente           | Manuel Fraga Iribarne |
| Vicepresidente       | Rafael Pérez Escolar |
| Secretario General   | Carlos Argos García |
| Vicesecretario       | Jorge Verstrynge Rojas |
| Tesorero             | Joaquín de Navasqües |
| Vocales provinciales | Andalucía Occidental: Antonio Navarro Velasco. Andalucía Oriental: Francisco de la Torre Prados. Aragón: Félix Pastor Ridruejo. Asturias: José Orejas Canseco. Baleares: Abel Matutes. Canarias: Imeldo Bello Alonso. Castilla La Nueva: Felipe Solano Rodríguez. Madrid (metrópolis): Gabriel Elorriaga. Castilla La Vieja: Mateo de Miguel. Cataluña: Francisco Guillamón Vidal. Barcelona (metrópolis): Ángel Sánchez García. Extremadura: Manuel Gasset Dorado. Galicia: José Manuel González Páramo. Murcia: Nicolás Ortega Sánchez. Valencia: Alberto Jarabo Payá. León: Carlos Valladares de la Cuesta. |

Vocalías de Reforma Democrática.

Paralelamente al despliegue de Reforma Democrática, el entorno de Manuel Fraga estableció contactos con otros sectores afines de los cuadros dirigentes moderados del franquismo, entre los cuales se contaba exministros como Laureano López Rodó o Federico Silva Muñoz. Estos contactos, que culminaron en la creación de Alianza Popular, dividieron a los integrantes de RD, algunos de los cuales, como Gabriel Cisneros, abandonaron el proyecto en rechazo a la perspectiva de integración con otros grupos de la derecha franquista.
Los días 5, 6 y 7 de marzo de 1977 se celebró el Congreso constituyente de Alianza Popular, fruto de la convergencia y fusión de Reforma Democrática con otras iniciativas similares. En este Congreso se disolvieron la mayoría de asociaciones políticas participantes, incluyendo Reforma Democrática, en la Federación de Partidos de Alianza Popular.

## Personalidades relacionadas con RD
- Manuel Fraga Iribarne, exministro de Información y Turismo, fundador y dirigente de Alianza Popular (secretario general y presidente) y el Partido Popular (expresidente), ponente de la Constitución de 1978, expresidente de la Junta de Galicia, senador y Presidente Fundador del Partido Popular.
- Rita Barberá Nolla, exalcaldesa de Valencia entre 1991 y 2015 y exsenadora.[5]
- Gabriel Cisneros, ponente de la Constitución de 1978, dirigente de UCD, el Partido Liberal y el Partido Popular.
- Francisco Álvarez Cascos, exsecretario general de Alianza Popular, exministro de Fomento, exvicepresidente del Gobierno.
- Rafael Pérez Escolar, exconsejero de Banesto y juez en excedencia.
- Juan de Arespacochaga, alcalde de Madrid entre 1976 y 1978, senador por designación Real en 1977, y posterior miembro de Alianza Popular.
- Jorge Verstrynge, ex vicesecretario de acción territorial de RD y uno de sus fundadores.